# 12320 Loschmidt
12320 Loschmidt è un asteroide della fascia principale. Scoperto nel 1992, presenta un'orbita caratterizzata da un semiasse maggiore pari a 2,1708741 UA e da un'eccentricità di 0,1015306, inclinata di 4,16411° rispetto all'eclittica.